# Gitche Manitou
Gitche Manitou ou Gitchi Manitou ou  Gitche Manito ou Kije Manito ou Grand Manitou est un terme utilisé dans la culture autochtone nord-américaine Anichinabé pour parler du « Grand Esprit », un dieu créateur de l'univers et donneur de vie.
Selon la culture des Anichinabés-Ojibwés, qui vivaient près des Grands Lacs dans ce qui est aujourd'hui le nord des États-Unis et le sud du Canada, le Grand Manitou avait pour résidence l'île Mackinac sur le lac Huron. Les Anichinabés allaient ainsi en pèlerinage sur cette île pour y pratiquer des rituels en son honneur.
Dans le poème original  Le Chant de Hiawatha de Henry Wadsworth Longfellow, ainsi que dans le poème Le Calumet de paix de Charles Baudelaire, le Grand Manitou est dénommé  Gitche Manito.